# Mencaré
Mencaré (em egípcio: Mn k3 Rˁ) foi um faraó, o primeiro ou segundo da VIII dinastia. Provavelmente reinou por um curto período de tempo na transição entre o Reino Antigo e o Primeiro Período Intermediário, no início do século XXII a.C..

## Atestação

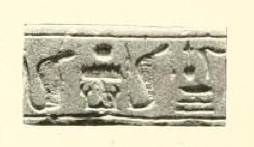
Selo cilíndrico de Mencaré ou Miquerino

### Fonte histórica
A única fonte histórica segura de Mencaré é a Lista Real de Abido, uma lista de reis redigida durante o reinado de Seti I para fins religiosos e que hoje serve como a principal fonte histórica para reis do início do Primeiro Período Intermediário. O nome de trono Mencaré aparece na 41.ª entrada da lista. Outra lista de reis redigida durante o início do Período Raméssida, o Cânone de Turim, pode tê-lo listado também, mas uma grande lacuna afeta o papiro do cânone onde o nome estaria listado.

### Fonte contemporânea
A tumba da rainha Neite no sul de Sacará abriga um relevo que mostra a rainha em frente a um cartucho real danificado. O egiptólogo Percy Newberry propôs que fosse de Mencaré, sendo, portanto, a única atestação contemporâneo sobrevivente deste rei. Esta opinião é compartilhada por Gae Callender, que reexaminou as placas da inscrição de Jéquier.

### Fonte de período tardio
Outra possível atestação, embora não contemporânea, é um selo cilíndrico feito de esteatita vitrificada, agora no Museu Britânico sob o número de catálogo 30557, e inscrito com o texto "O Deus Bom, Senhor das Duas Terras, Mencaré". O selo data da XVI dinastia, cerca de 1 700 anos após a vida de Mencaré. A atribuição do selo a Mencaré é improvável: dado que é um rei bastante obscuro, alguns estudiosos sugeriram, em vez disso, que o selo carrega um erro e na verdade se refere ao faraó Miquerino (Mencauré), mais conhecido, construtor da terceira pirâmide de Gizé.

## Nitócris
Numa velha hipótese, o egiptólogo Flinders Petrie sugeriu que Mencaré deveria ser equiparado à rainha Nitócris, uma figura lendária que apareceu nas Histórias de Heródoto e na Egiptíaca de Manetão e que se acredita ter vivido perto de Mencaré. Petrie baseou sua hipótese no fato de que Nitócris ser responsável pela construção da terceira pirâmide de Gizé segundo Manetão. Uma vez que esta pirâmide foi de fato construída por Miquerino, Petrie presumiu que Manetão foi vítima de uma tradição que confundiu Mencaré e Miquerino. Da mesma forma, o selo parece ser outra manifestação dessa confusão. A hipótese de Petrie foi completamente refutada por análises modernas do Cânone de Turim, com Nitócris sendo agora associada a Netjercaré. A atribuição do selo permanece incerta.